# Distichia
Distichia ist eine Pflanzengattung aus der Familie der Binsengewächse (Juncaceae). Die Gattung umfasst nur drei Arten, die sämtlich in den Anden verbreitet sind.

## Beschreibung

### Vegetative Merkmale
Distichia-Arten sind immergrüne, ausdauernde, krautige, unbehaarte Polsterpflanzen, deren Sprossachse mehr oder weniger regelmäßig verzweigt ist. Die Blätter stehen in dichter, streng zweizeiliger Anordnung, die breite Blattscheide ist länger als die zylindrische Spreite und umschließt auch das darüberliegende Blatt.

### Generative Merkmale
Distichia-Arten sind zweihäusig getrenntgeschlechtig (diözisch). Die Blütenstände sind auf einzelne, seitlich annähernd am äußersten Ende der Blütenstandsachse entspringende Blüten reduziert. Sie weisen zwei bis vier sehr kleine, häutige Vorblätter auf. Die Blütenhüllblätter sind lanzettlich. Die männlichen Blüten sind langgestielt und weisen sechs Staubblätter auf, die Staubbeutel sind linealisch und rund zehnmal so lang wie die Staubfäden. Die weiblichen Blüten sind kurzgestielt und die drei fadenförmigen Narben sind papillös sowie klebrig. Der Fruchtknoten sitzt auf einem kurzen Gynophor auf, das sich mit der Reife streckt.
Die einfächrigen Kapselfrüchte enthalten zahlreiche Samen.

## Verbreitung
Die Gattung ist beschränkt auf die Hochlagen der Anden. Während Distichia muscoides von Kolumbien bis Argentinien vergleichsweise weit verbreitet ist, sind die anderen beiden Arten von eingeschränkter Verbreitung.

## Systematik
Die Gattung Distichia wurde 1843 von Christian Gottfried Daniel Nees von Esenbeck und Franz Meyen aufgestellt. Typusart ist Distichia muscoides Nees & Meyen. Der Gattungsname Distichia verweist auf die zweizeilige Anordnung der Blätter vom altgriechisch distichia = „Doppelreihe“.
Die Gattung umfasst drei Arten:
- Distichia acicularis Balslev & Laegaard: Sie kommt im westlichen und zentralen Ecuador vor.[2]
- Distichia filamentosa Buchenau: Sie kommt in Bolivien, Peru und im nördlichen Chile vor.[2]
- Distichia muscoides Nees & Meyen: Sie kommt in Kolumbien, Bolivien, Ecuador, Peru und im nordwestlichen Argentinien vor.[2]